# Tara Setmayer
 (juin 2025).
Tara Setmayer est une consultante politique américaine née le 9 septembre 1975 dans le Queens, à New York. Commentatrice sur CNN, elle est  membre du Parti républicain mais le quitte après avoir rejoint The Lincoln Project.